# موزه ملی خودرو ایران

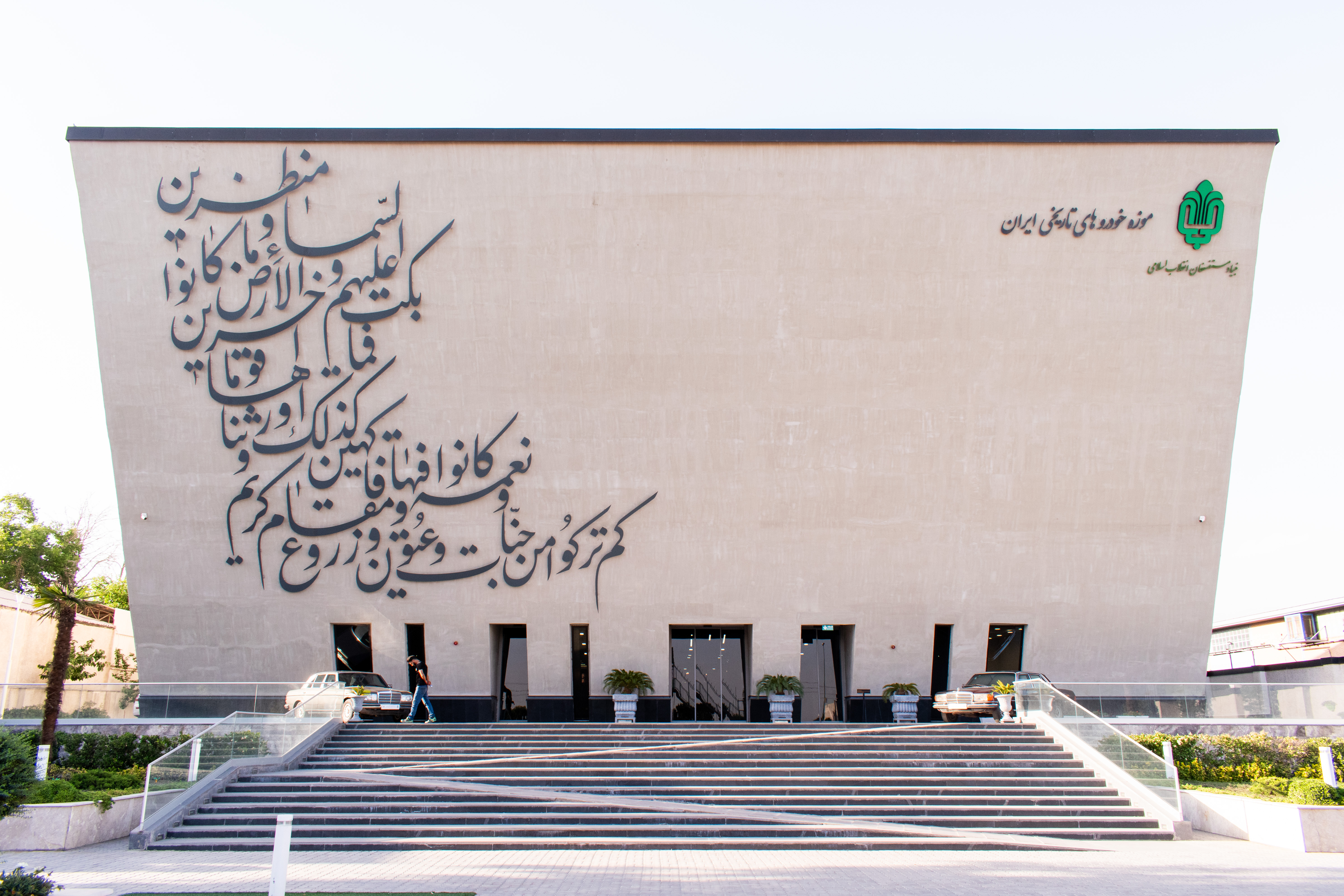
ورودی موزه.

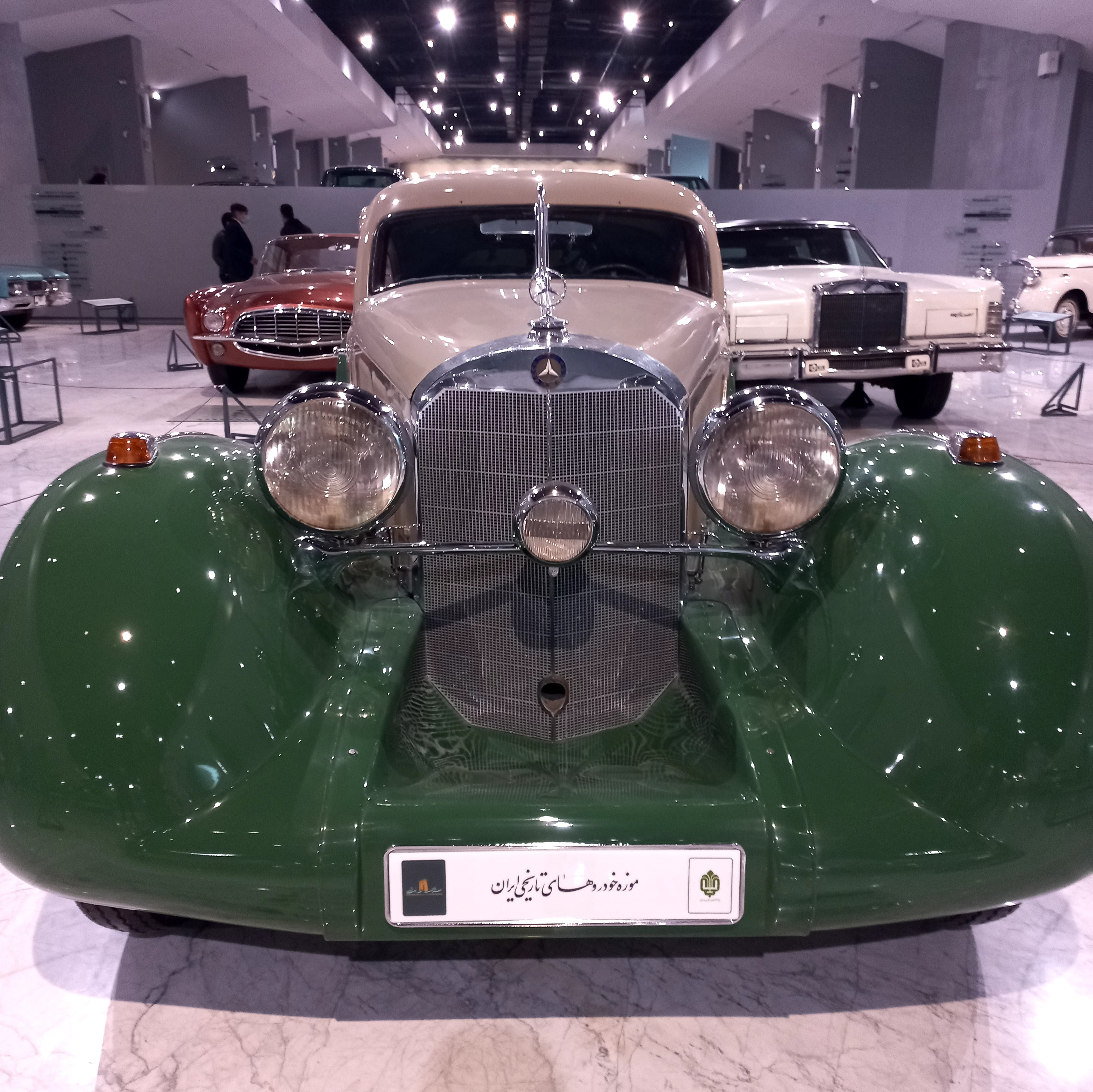
مرسدس بنز ۵۰۰کی.

موزه خودروهای تاریخی ایران، که با نام تماشاگه خودرو نیز شناخته می‌شود، در تهران، کیلومتر ۱۱ جاده مخصوص (بزرگراه شهید لشگری) در ابتدای خیابان 25 ام واقع شده است؛ این موزه در سال ۱۳۸۲ خورشیدی با ارائه مجموعه خودروهای لوکس، آنتیک و قدیمی قبل از انقلاب ۱۳۵۷ ایران شروع به کار کرد.

## خودروها
در این موزه خودروهای قدیمی متنوعی به شرح ذیل موجود می‌باشد:
| سازنده     | خودرو              |
| ---------- | ------------------ |
| رولز-رویس  | رولز-رویس فانتوم ۱ |
| رولز-رویس  | رولز-رویس فانتوم ۲ |
| رولز-رویس  | رولز-رویس فانتوم ۳ |
| رولز-رویس  | رولز-رویس کامارگ   |
| رولز-رویس  | رولز-رویس کورنیش   |
| لامبورگینی | لامبورگینی اسپادا  |
| لامبورگینی | لامبورگینی کونتاش  |
| لامبورگینی | لامبورگینی میورا   |
| مرسدس-بنز  | مرسدس-بنز ۵۰۰کا    |
| مرسدس-بنز  | مرسدس-بنز ۶۰۰      |
| فراری      | فراری ۳۶۵          |
| فراری      | فراری 500سوپرفست   |
| مازراتی    | مازراتی گیبلی      |
| فورد       | فورد مدل تی        |
| کادیلاک    | کادیلاک ال‌دورادو   |

## نگارخانه
- پیرس-ارو مدل A
- کادیلاک سری ۶۲
- مرسدس-بنز دبلیو۱۷۰ دی‌اس
- فورد مدل ای (۱۹۲۷–۱۹۳۱)
- کادیلاک فلیت وود سری ۶۰
- هادسون تراپلین سیکس (Six) ۱۹۳۳
- مرسدس-بنز ۵۰۰کا
- ام‌ پی‌ وی تهران
- فیات تیپو ۵۱۹